# Saint-Paul-sur-Save
Saint-Paul-sur-Save (okzitanisch Sent Pau de Sava) ist eine französische Gemeinde mit 1.749 Einwohnern (Stand: 1. Januar 2022) im Département Haute-Garonne in der Region Okzitanien (vor 2016 Midi-Pyrénées). Sie gehört zum Arrondissement Toulouse und zum Kanton Léguevin. Die Einwohner werden Saint-Paulois und Saint-Pauloises genannt.

## Geographie
Saint-Paul-sur-Save liegt etwa 25 Kilometer nordwestlich von Toulouse an der Save, die die Gemeinde im Osten begrenzt. Umgeben wird Saint-Paul-sur-Save von den Nachbargemeinden Larra im Norden, Montaigut-sur-Save im Osten, Daux im Osten und Südosten, Lévignac im Süden, Menville im Südwesten sowie Bretx im Westen.

## Bevölkerungsentwicklung
| Jahr                       | 1962 | 1968 | 1975 | 1982 | 1990 | 1999 | 2006 | 2012 | 2020 |
| Einwohner                  | 227  | 260  | 365  | 569  | 643  | 659  | 922  | 1397 | 1615 |
| Quellen: Cassini und INSEE |      |      |      |      |      |      |      |      |      |

## Sehenswürdigkeiten
- Kirche Saint-Paul aus dem 19. Jahrhundert

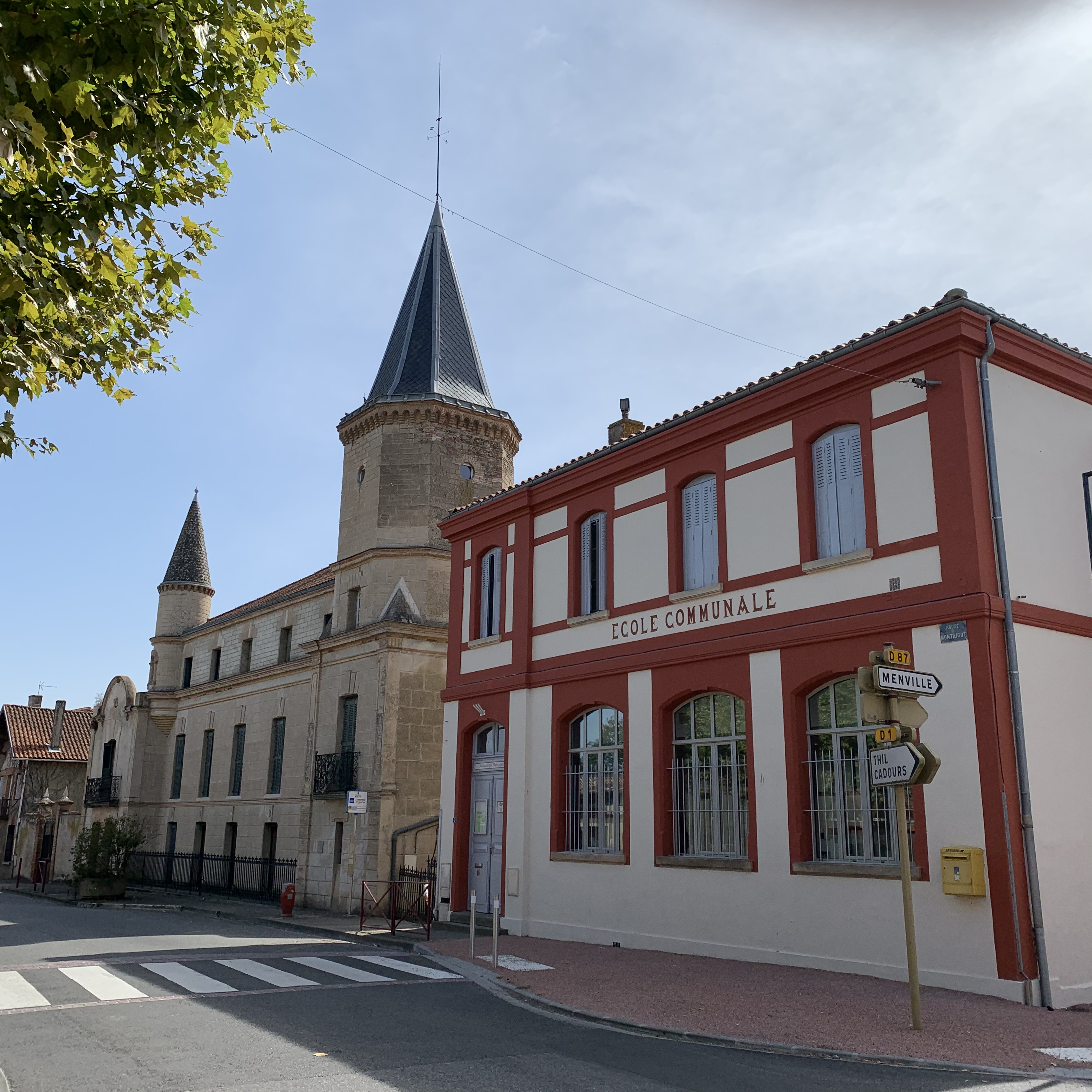
Schloss und ehemalige Schule

- Schloss, 1840 erbaut

## Gemeindepartnerschaft
Mit der Gemeinde Niaogo in Burkina Faso besteht seit 1998 eine Partnerschaft.